# Municipis del cantó de Glarus

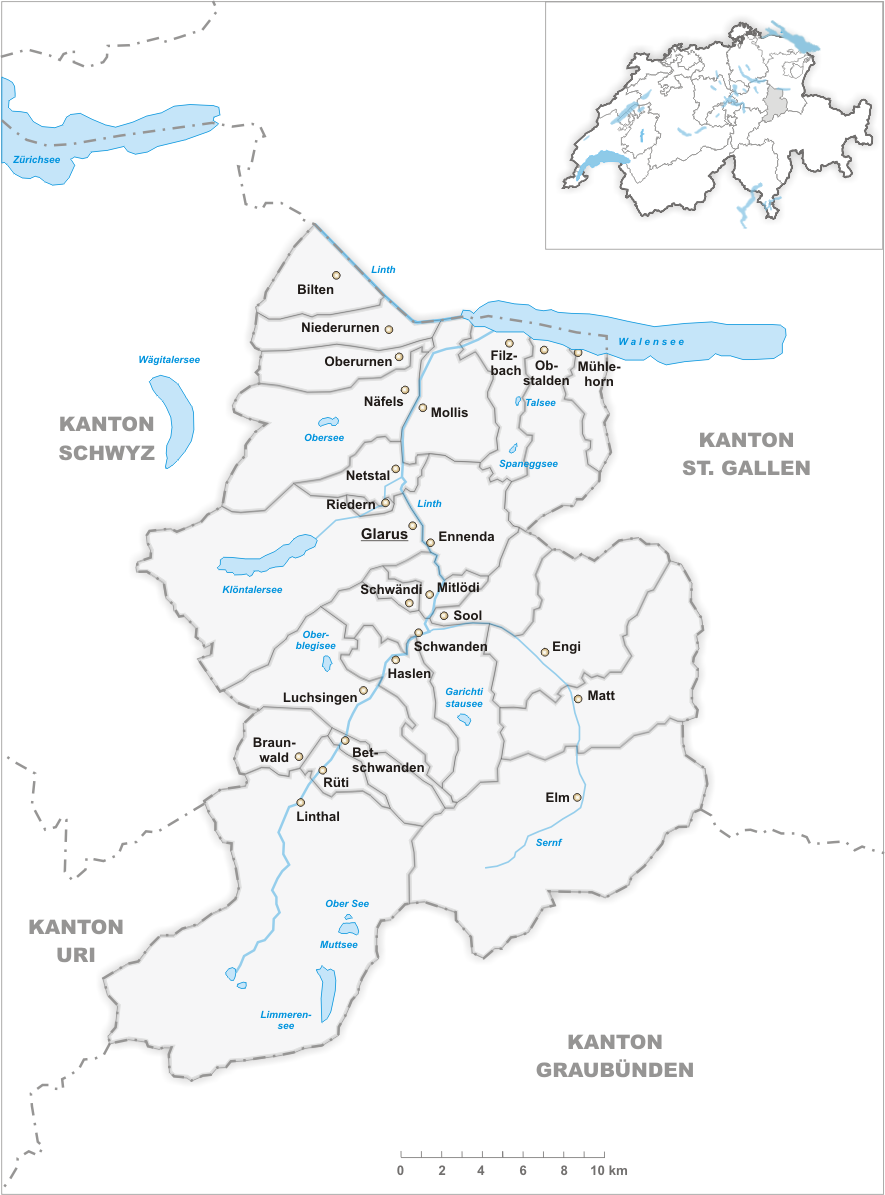
Mapa del Cantó de Glarus amb la divisió municipal

Els Municipis del cantó de Glarus (Suïssa) són 25 i no s'agrupen en cap districte, com passa en altres cantons suïssos. D'altra banda també s'estén sobre una part del llac de Walenstadt, sense que formi part de cap municipi.
El 7 de maig de 2006, després d'un referèndum, es va aprovar que els 25 municipis del cantó es fusionessin per esdevenir tres municipis: Glarus Nord, Glarus Sud i Glarus Centre. Cada nou municipi tindrà al voltant de 12 mil habitants. Aquesta nova configuració ha d'entrar en vigor el 2011.

## Municipis
| Nom                | Núm. OFS | Població (2007) | Superfície (km²) | Densitat (hab./km²) |
| ------------------ | -------- | --------------- | ---------------- | ------------------- |
| Betschwanden       | 1601     | 191             | 9.75             | 19.59               |
| Bilten             | 1602     | 1973            | 15.81            | 124.79              |
| Braunwald          | 1603     | 346             | 10.19            | 33.95               |
| Elm                | 1605     | 694             | 90.81            | 7.64                |
| Engi               | 1606     | 632             | 40.67            | 15.54               |
| Ennenda            | 1607     | 2631            | 22.23            | 118.35              |
| Filzbach           | 1608     | 503             | 13.87            | 36.27               |
| Glarus             | 1609     | 5840            | 69.27            | 84.31               |
| Haslen             | 1610     | 1061            | 15.86            | 66.90               |
| Llac de Walenstadt | 9268     | 0               | 4.61             | 0.00                |
| Linthal            | 1613     | 1139            | 131.23           | 8.68                |
| Luchsingen         | 1614     | 1131            | 30.67            | 36.88               |
| Matt               | 1615     | 383             | 41.18            | 9.30                |
| Mitlödi            | 1616     | 1031            | 6.23             | 165.49              |
| Mollis             | 1617     | 3031            | 21.87            | 138.59              |
| Mühlehorn          | 1618     | 446             | 7.69             | 58.00               |
| Näfels             | 1619     | 3839            | 36.93            | 103.95              |
| Netstal            | 1620     | 2887            | 10.68            | 270.32              |
| Niederurnen        | 1622     | 3793            | 14.11            | 268.82              |
| Oberurnen          | 1623     | 1840            | 12.80            | 143.75              |
| Obstalden          | 1624     | 479             | 23.80            | 20.13               |
| Riedern            | 1625     | 726             | 1.52             | 477.63              |
| Rüti               | 1626     | 346             | 6.15             | 56.26               |
| Schwanden          | 1627     | 2418            | 30.64            | 78.92               |
| Schwändi           | 1628     | 422             | 3.46             | 121.97              |
| Sool               | 1629     | 302             | 13.27            | 22.76               |
| Total              |          | 38084           | 685              | 55.57               |